# O Gafanhoto

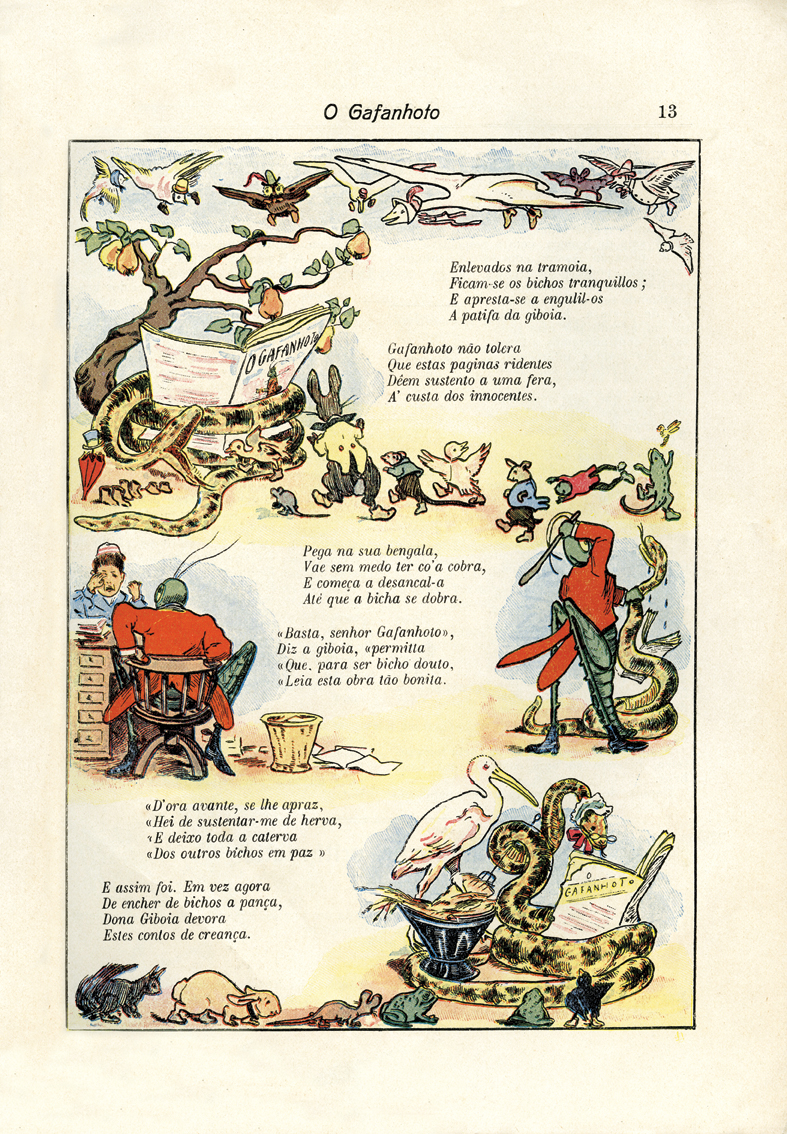
Uma das páginas da edição de 1910 da revista infantil O Gafanhoto

O Gafanhoto (1903-1910), foi uma das primeiras revistas portuguesas de banda desenhada para crianças.
O Gafanhoto, era uma revista para crianças, publicada em Lisboa com edição quinzenal, surgida em 1903, dirigida por Henrique Lopes de Mendonça e por Tomás Bordalo Pinheiro
, irmão de Raphael Bordallo Pinheiro, e que se extinguiu em 1910 com a queda da monarquia. Era uma revista luxuosa que publicou muita banda desenhada estrangeira, como foi o caso de Winsor McCay, tendo a contribuição de alguns autores portugueses como Manuel Gustavo Bordalo Pinheiro, um dos filhos de Raphael Bordallo Pinheiro, que foi o autor de duas histórias aos quadradinhos e algumas capas, e de Francisco Valença, autor de algumas capas, tendo também a participação de Alfredo Roque Gameiro e Virgínia Lopes de Mendonça.
O personagem homónimo tornou-se no primeiro herói da banda desenhada infantil portuguesa.